# Józef Jakubowski
Józef Jakubowski, auch Josef Jakubowski oder Osip Jakubowski  (* 8. September 1895 in Dubnai, Rajongemeinde Utena, damals Gouvernement Kowno, Kaiserreich Russland, heute Litauen; † 15. Februar 1926 in Strelitz, Mecklenburg-Strelitz, Deutsches Reich) wurde wegen eines Mordes, den er nicht begangen hatte, zum Tod verurteilt und enthauptet. Sein Fall gehört zu den bedeutendsten Justizirrtümern in der deutschen Rechtsgeschichte des 20. Jahrhunderts und wurde bis heute formal nicht korrigiert. Im Fall spielte eine gegen Jakubowski gerichtete Ausländerfeindlichkeit eine bedeutende Rolle.

## Leben bis 1924
Józef Jakubowski wurde im damaligen Gouvernement Kowno des Russischen Kaiserreiches (heute Litauen) geboren, war allerdings polnischer Nationalität. In der Literatur wird er bisweilen – im eigentlichen Sinne nicht zutreffend – als „Russe“ bezeichnet. Als Soldat der russischen Armee geriet er im Ersten Weltkrieg in deutsche Kriegsgefangenschaft und verbrachte zwei Jahre in einem Gefangenenlager. Nach Kriegsende blieb er in Deutschland und verdingte sich als Landarbeiter in dem westmecklenburgischen Dorf Palingen. Dort lernte er Ida Nogens (* 21. Dezember 1901) kennen, die bereits den unehelichen Sohn Ewald (* 24. April 1921) hatte. Von Jakubowski bekam sie die Tochter Anna. Das Paar wollte heiraten, doch Ida Nogens starb am 15. Mai 1923 an Lungenentzündung. Die Kinder wurden darauf von Ida Nogens' verwitweter Mutter Elisabeth Nogens, geb. Treumann, aufgenommen und Jakubowski zahlte Unterhalt, was er jedoch einstellte, als er bemerkte, dass die Kinder bei ihrer Großmutter verwahrlosten.

## Mord, Prozess und Hinrichtung
Am 9. November 1924 verschwand der dreijährige Ewald, am 22. November 1924 wurde er erdrosselt in der Nähe von Palingen aufgefunden. Auf Hinweise der Familie Nogens hin nahm man am Tag darauf Józef Jakubowski als Verdächtigten fest. Im März 1925 begann vor der Strafkammer des Landgerichts Neustrelitz, die beim Amtsgericht Schönberg angesiedelt war, der Mordprozess gegen ihn. Die Verteidigung übernahm der Schönberger Rechtsanwalt Carl Koch. Der Angeklagte hatte am Tattag lediglich kein Alibi für die Zeit von 5:45 bis 6:15 Uhr abends. Als Hauptbelastungszeuge trat der geistig schwer behinderte Jugendliche Hannes Nogens auf, ein Onkel des Kindes, der Jakubowski zu dieser Zeit in der Wohnung der Familie Nogens im sogenannten Heidekaten gesehen haben wollte; der Heidekaten lag nicht weit entfernt vom mutmaßlichen späteren Tatort. Einerseits verzichtete das Gericht wegen des Geisteszustands des Zeugen auf eine Vereidigung, andererseits wurde seiner Aussage genug Gewicht beigemessen, um Jakubowski entscheidend zu belasten. Eine Zeugin gab an, um 5.45 Uhr Schreie des Kindes gehört zu haben. Zu diesem Zeitpunkt konnte Jakubowski, sollte er zum Tatort gegangen sein, jedoch noch nicht dort gewesen sein. Daher erklärte die Staatsanwaltschaft kurzerhand, die Zeugin müsse sich bezüglich ihrer Zeitangabe geirrt haben und sie habe die Schreie in Wirklichkeit wohl kurz nach sechs Uhr gehört. August und Fritz Nogens, die Brüder von Ina Nogens, rückten Józef Jakubowski in ein schlechtes Licht. Auf ihre Aussagen hin unterstellte das Gericht als Tatmotiv einen fehlenden Willen zur Unterhaltszahlung.
Jakubowski bezeichnete sich stets als unschuldig. Obwohl er Deutsch schlecht verstand und der Verhandlung nur unzureichend folgen konnte, wurde ihm ein Dolmetscher verweigert. Ein von ihm geäußerter Verdacht gegen die Familie Nogens wurde vom Vorsitzenden Richter Johannes von Buchka (1865–1938) ohne Überprüfung als dreiste Lüge abgetan und verschlimmerte seine Situation eher. Am 26. März 1925 folgten trotz dürftiger Indizienlage Schuldspruch und Todesurteil. 
Der Neustrelitzer Ministerialrat Ulrich Pagel, der als Prozessbeobachter anwesend war, erwartete anfänglich, wie er dem Verteidiger sagte, eine Aufhebung oder eine Begnadigung, „da der Indizienbeweis nicht ein vollkommener sei.“ Die Revision des Angeklagten wurde jedoch vom Reichsgericht verworfen. Ebenso wurde ein Gnadengesuch, das er an das Staatsministerium des Freistaats Mecklenburg-Strelitz gerichtet hatte, abgelehnt. Die Federführung bei der ablehnenden Entscheidung hatte der für das Justizressort zuständige Staatsminister  Roderich Hustaedt (DDP). Da es um die Vollstreckung eines Todesurteils ging, zog Hustaedt zu den Beratungen über die Begnadigung den weiteren Staatsminister Karl Schwabe (DNVP) hinzu. Die beiden Minister kamen am Ende übereinstimmend zu dem Ergebnis, dass die Begnadigung zu versagen sei.
Am 15. Februar 1926 wurde Józef Jakubowski in der Landesanstalt Neustrelitz-Strelitz von dem Scharfrichter Carl Gröpler mit dem Handbeil hingerichtet. Noch zwei Tage zuvor hatte sein Verteidiger brieflich an Hustaedt appelliert, die Vollstreckung auszusetzen, da er von der Unschuld seines Mandanten überzeugt sei.

## Spätere Entwicklungen

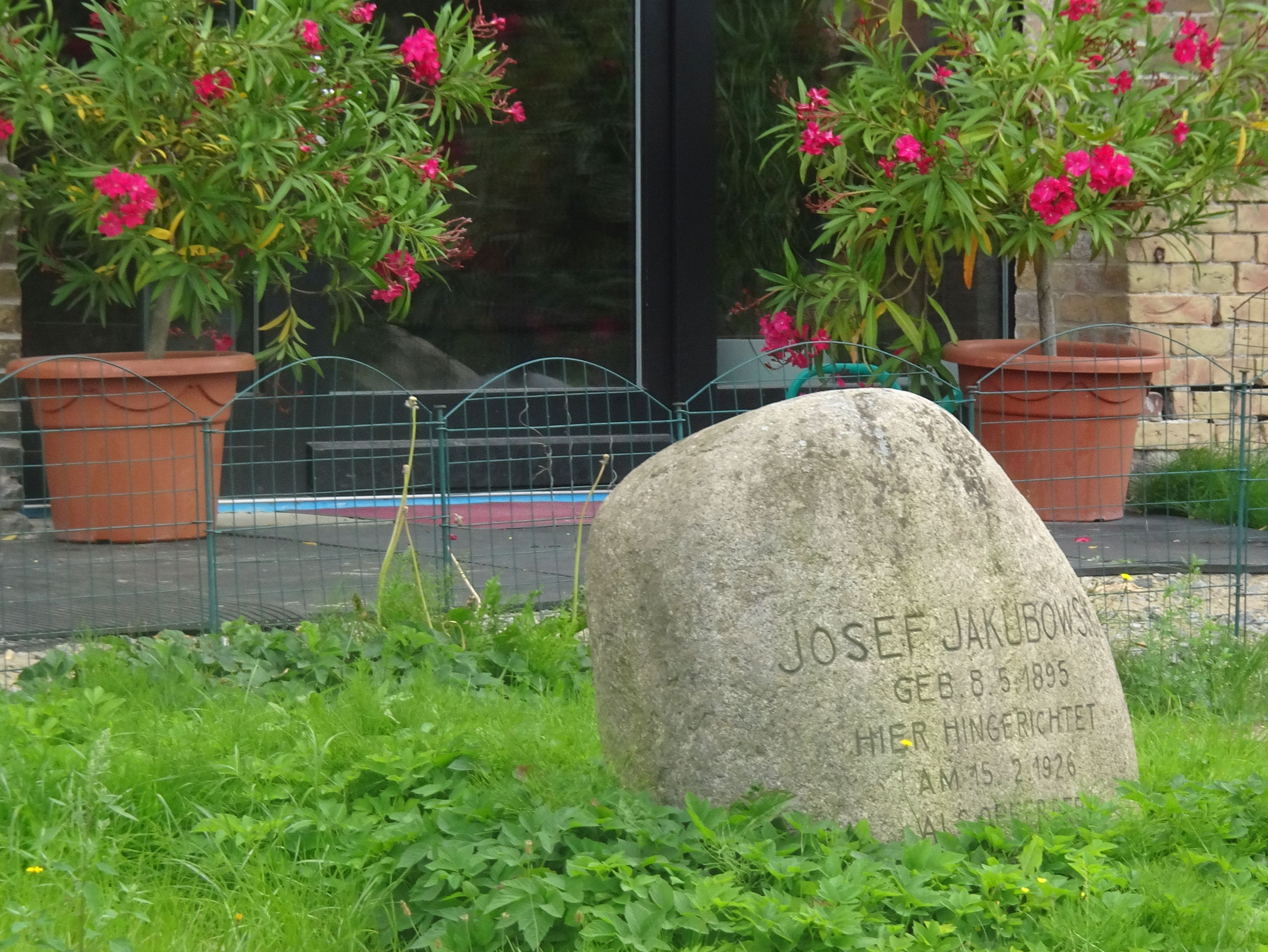
Gedenkstein für Józef Jakubowski am Verwaltungsgebäude des Gefängnisses in Strelitz-Alt.

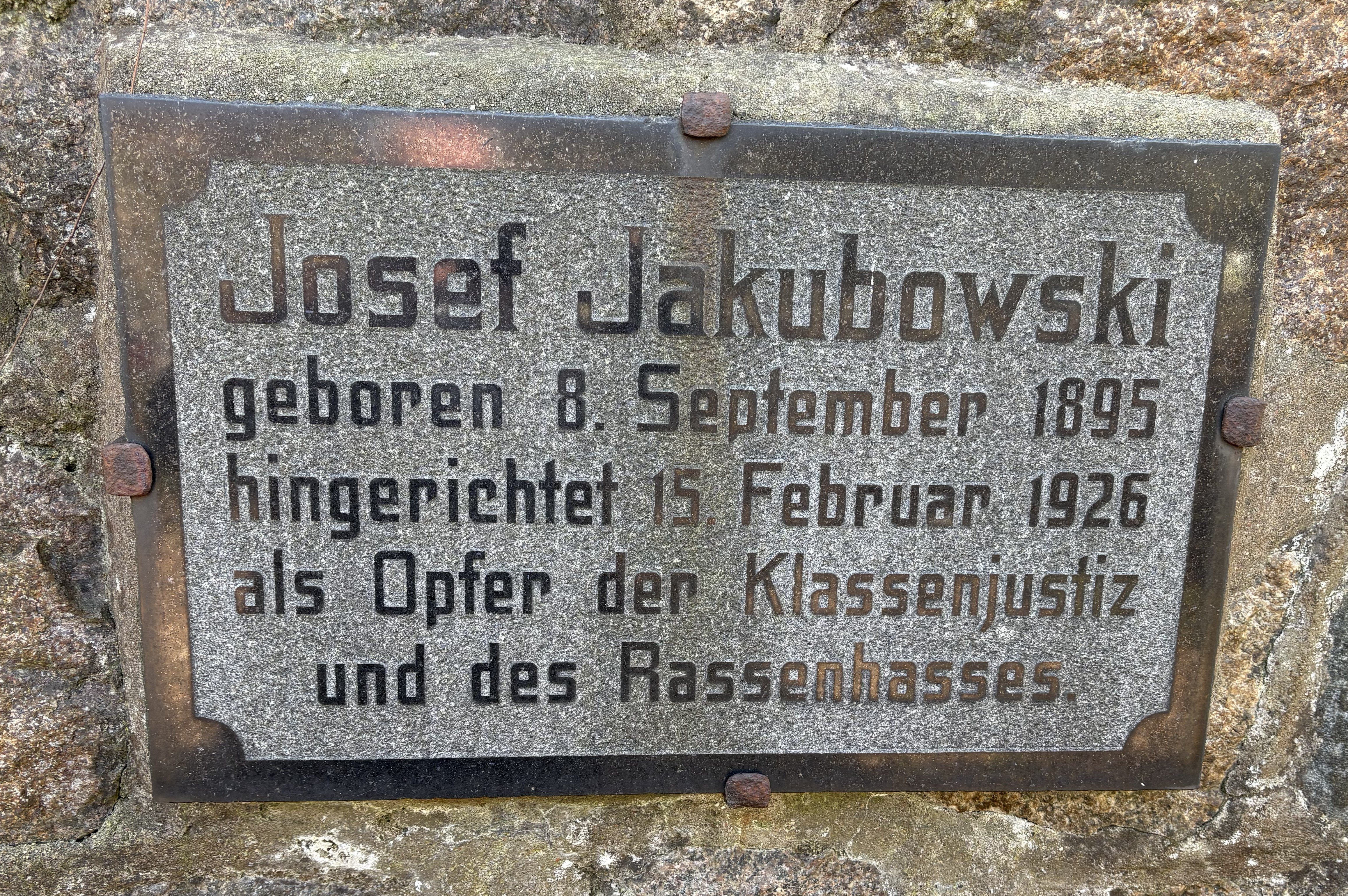
Inschriftentafel des Jakubowski-Denkmals in Palingen aus der DDR-Zeit

Die Deutsche Liga für Menschenrechte setzte sich für eine Wiederaufnahme des Verfahrens ein. Nach weiteren Ermittlungen des Leiters des Landeskriminalamts, Regierungsrat Steuding, und des Kriminalpsychologen Hans von Hentig gestanden 1928 die Witwe Nogens und ihre beiden Söhne August (* 1905) und Fritz (* 1909), ein Mordkomplott gegen den kleinen Ewald Nogens geschmiedet und die Tat Jakubowski in die Schuhe geschoben zu haben. So wollten sie auf einen Streich das unerwünschte Kind wie auch Józef Jakubowski als einzigen Ausländer im Dorf loswerden. August Nogens wurde im Juli 1929 wegen Mordes an seinem Neffen und Meineids zunächst zum Tod verurteilt, später allerdings durch den seinerzeit amtierenden Ersten Staatsminister Kurt Freiherr von Reibnitz zu lebenslangem Zuchthaus begnadigt. August starb am 3. November 1943 im KZ Neuengamme, offiziell an offener Lungentuberkulose.
Seine Mutter und sein Bruder Fritz wurden wegen  Beihilfe zum Mord verurteilt. Die Mutter erhielt eine (zeitliche) Zuchthausstrafe, der Bruder, der zur Tatzeit Jugendlicher gewesen war, eine (zeitliche) Gefängnisstrafe. Eine von der Deutschen Liga für Menschenrechte unter Mitwirkung von Arthur Brandt gegen Staatsanwalt Müller und Landgerichtspräsident Johannes von Buchka erstattete Strafanzeige wegen Rechtsbeugung blieb erfolglos; die Staatsanwaltschaft Neustrelitz leitete zwar ein Ermittlungsverfahren ein, das aber – nach einer Vernehmung des ehemaligen Staatsministers Roderich Hustaedt als Zeuge – eingestellt wurde. Ebenso wurde ein von Jakubowskis Eltern angestrengtes Wiederaufnahmeverfahren zum nachträglichen Freispruch ihres Sohnes eingestellt. So ist der Schuldspruch gegen Józef Jakubowski bis heute noch nicht formal aufgehoben, obwohl andere die Tat gestanden haben und dafür verurteilt worden sind.
Der „Fall Jakubowski“ verunsicherte die Justiz der Weimarer Republik so stark, dass von Sommer 1929 bis zu Hitlers Machtergreifung im Januar 1933 nur noch wenige Todesurteile vollstreckt wurden.
Bereits zeitgenössische Journalisten, wie Rudolf Olden und Max Barth, sahen in ausländerfeindlicher Voreingenommenheit der Justizbehörden und des Gerichts den Hauptgrund für den unfairen Prozess. So zitierte Barth in der Sonntags-Zeitung 1928 Nr. 3 zwei Gefängnisgeistliche, die davon überzeugt waren, dass diese Hinrichtung niemals stattgefunden hätte, wäre der Angeklagte ein Deutscher gewesen.
Die vollständigen Strafakten des Jakubowski-Verfahrens und des Nogens-Verfahrens – mit allen ergangenen Urteilen und weiteren Gerichtsentscheidungen, den Anklageschriften, allen Antrags- und Rechtsmittelschriften etc. – sind erhalten geblieben und werden heute im Landeshauptarchiv Schwerin aufbewahrt. Das Urteil des Landgerichts Neustrelitz vom 26. März 1925 ist außerdem bereits in den 1920er Jahren zweimal mit vollständiger Begründung veröffentlicht worden (wobei es sich allerdings nicht um eigenständige Urteilsveröffentlichungen in Rechtsprechungssammlungen oder juristischen Fachzeitschriften gehandelt hat, sondern um den Abdruck im Rahmen zweier Abhandlungen, die sich seinerzeit kritisch mit der Verurteilung Jakubowskis auseinandergesetzt haben).
Das Urteil und die gesamten Strafakten sind also erhalten geblieben und für die Öffentlichkeit zugänglich.
Der Fall Jakubowski wurde in zahlreichen populärhistorischen Sachbüchern und Aufsätzen behandelt. Er war außerdem Gegenstand eines Theaterstücks und mindestens eines Romans und wurde dreimal für Fernsehen und Kino verfilmt.
Dagegen fehlt es – abgesehen von einigen regionalhistorischen Abhandlungen – weitgehend an wissenschaftlicher Literatur zum Thema. Trotz der herausragenden Bedeutung des Falles haben sich weder die Rechtswissenschaft noch die Geschichtswissenschaft in größerem Umfang mit dem Thema befasst. Einzige bedeutsame Ausnahme ist der britische Historiker Richard J. Evans mit seinem 1996 erschienenen und seit 2001 in deutscher Übersetzung vorliegenden Werk über die Geschichte der Todesstrafe in Deutschland. In den drei Kapiteln des Buchs, die die Weimarer Republik zum Gegenstand haben, wird der Fall Jakubowski auf der Grundlage der umfangreichen Original-Strafakten in großer Ausführlichkeit behandelt. Evans stellt den Fall dabei in den Kontext der allgemeinen Praxis der Verhängung und Vollstreckung von Todesstrafen zur Zeit der Weimarer Republik und zeigt außerdem, dass der Fall eine erhebliche Bedeutung für die damaligen rechtspolitischen Bestrebungen zur Abschaffung  der Todesstrafe hatte.
In Strelitz-Alt gibt es eine Josef-Jakubowski-Straße. Dort und in Palingen erinnern Gedenksteine aus den 1960er Jahren an Jakubowski, auf denen er im Sinn der damaligen DDR-Ideologie als ein Opfer der Klassenjustiz bezeichnet wird.

## Verfilmungen
- 1959: Fernsehpitaval: Der Fall Jakubowski (Fernsehreihe). Deutscher Fernsehfunk, Regie: Wolfgang Luderer
- 1962: Mord ohne Sühne. Spielfilm, DDR, Regie: Carl Balhaus, mit Wojciech Siemion als Jakubowski
- 1964: Der Fall Jakubowski – Rekonstruktion eines Justizirrtums. Fernsehfilm, Bundesrepublik Deutschland, Regie: Robert A. Stemmle, mit Friedrich G. Beckhaus als Jakubowski